# Mehdi Méniri
Mehdi Méniri (Metz, Gran Este, Francia; 29 de junio de 1977) es un exfutbolista argelino nacido en Francia. Jugaba de defensa y su último club fue el CSO Amnéville.

## Selección nacional
Fue internacional con la selección de fútbol de Argelia. Su debut fue en la derrota ante Bulgaria por 1:2, disputada el 14 de noviembre de 2000.

## Clubes
| Club          | País                   | Año       |
| ------------- | ---------------------- | --------- |
| AS Nancy      | Francia                | 1996-2000 |
| ES Troyes     | Francia                | 2000-2003 |
| FC Metz       | Francia                | 2003-2006 |
| SC Bastia     | Francia                | 2006-2008 |
| Al-Khor       | Catar                  | 2008      |
| SC Bastia     | Francia                | 2008-2009 |
| Al-Dhafra     | Emiratos Árabes Unidos | 2010      |
| CSO Amnéville | Francia                | 2010-2012 |

## Palmarés

### Títulos nacionales
| Título  | Club     | País    | Año  |
| ------- | -------- | ------- | ---- |
| Ligue 2 | AS Nancy | Francia | 1998 |

### Títulos internacionales
| Título                    | Club      | País    | Año  |
| ------------------------- | --------- | ------- | ---- |
| Copa Intertoto de la UEFA | ES Troyes | Francia | 2001 |